# Pangrama
Un pangrama (del griego: παν γραμμα, 'todas las letras') o frase holoalfabética es un texto que usa todas las letras posibles del alfabeto de un idioma. Los pangramas más llamativos y desafiantes son por lo general los que usan el menor número de letras, adeptamente llamados pangramas perfectos o heterogramas. Sin embargo, los pangramas que son largos, extremadamente adornados, cómicos o excéntricos son igualmente llamativos. 
Todos los tipos de pangramas son comúnmente utilizados didacticamente para cursos de caligrafia y tipografia, asi como para visualizar fuentes tipográficas en editores de texto.

En cierto sentido, los pangramas son lo opuesto a los lipogramas, donde el objetivo es omitir una o más letras.

Práctico uso en tipografía de un pangrama en inglés con mayúsculas y minúsculas.

Ejemplos de pangramas en español (con y sin marcas diacríticas) son:
- (Simple y con sentido) Un jugoso zumo de piña y kiwi bien frío es exquisito y no lleva alcohol.
- (De dos narraciones) Benjamín pidió una bebida de kiwi y fresa. Noé, sin vergüenza, la más exquisita champaña del menú.
- (De una sola narración) Jovencillo emponzoñado de whisky: ¡qué figurota exhibe!
  - Es de notar que, además de ser un pangrama memorable y eficiente, presenta ligaduras de interés para el habla hispana.
- (De dos narraciones) José compró en Perú una vieja zampoña. Excusándose, Sofía tiró su whisky al desagüe de la banqueta.
- (De dos narraciones) El veloz murciélago hindú comía feliz cardillo y kiwi. La cigüeña tocaba el saxofón detrás del palenque de paja. (Este es usado para mostrar los estilos de letra en el sistema operativo Windows de Microsoft)[5]

## Ejemplos en otros idiomas
- Alemán: 
  - (sin umlauts ni ß): Sylvia wagt quick den Jux bei Pforzheim (Sylvia se atrevió rápidamente a bromear en  Pforzheim).[6]
  - (sin umlauts ni ß): Franz jagt im komplett verwahrlosten Taxi quer durch Bayern (Franz cruzó Baviera a toda velocidad en el taxi completamente degradado).
  - (con umlauts y ß): Zwölf Boxkämpfer jagten Victor quer über den großen Sylter Deich (Doce boxeadores persiguieron a Victor a través del gran dique de Sylt).
  - (con umlauts y ß, cada letra aparece una vez exactamente): "Fix, Schwyz!" quäkt Jürgen blöd vom Paß ("¡Vamos, Schwyz!", gimotea Jürgen tontamente desde el paso).
- Árabe:
  - نص حكيم له سر قاطع وذو شأن عظيم مكتوب على ثوب أخضر ومغلف بجلد أزرق (Un texto sabio con un secreto decisivo y de gran importancia, escrito sobre una tela verde y cubierto de cuero azul.)
- Armenio:
  - Չին ֆիզիկոսը օճառաջուր ցողելով բժշկում է հայ գնդապետի փքված ձախ թևը (Un físico chino cura el brazo izquierdo hinchado de un coronel armenio rociándole aloe vera).
- Azerbaiyano:
  - Zəfər, jaketini də papağını da götür, bu axşam hava çox soyuq olacaq. (Zafar, coge tu chaqueta y tu sombrero, esta noche hará mucho frío.)
  - Gecə ürəyiyumşaq əjdaha paxıl ovçunun tüfəngini söküb kağıza bükdü. (Por la noche, el dragón bondadoso desmanteló el rifle del envidioso cazador y lo envolvió en papel.)
- Bielorruso
  - У Іўі худы жвавы чорт у зялёнай камізэльцы пабег пад'есці фаршу з юшкай (En el peor de los rasgos enérgicos del Ivie en el chaleco verde corrió a comer carne a la sopa). Traducción mediante el Traductor de Google.
- Búlgaro:
  - Ах чудна българска земьо, полюшвай цъфтящи жита. (Ah, maravillosa tierra búlgara, agita tus trigos florecientes).
  - За миг бях в чужд плюшен скърцащ фотьойл. (Por un momento estuve en un extraño sillón de felpa chirriante).
- Birmano:
  - သီဟိုဠ်မှ ဉာဏ်ကြီးရှင်သည် အာယုဝဍ္ဎနဆေးညွှန်းစာကို ဇလွန်ဈေးဘေးဗာဒံပင်ထက် အဓိဋ္ဌာန်လျက် ဂဃနဏဖတ်ခဲ့သည်။ (El gran sabio de Ceilán recitó las prescripciones ayurvédicas con gran concentración, sentado bajo un almendro junto al mercado.)
- Catalán: 
  - (con ç) Jove xef, porti whisky amb quinze glaçons d'hidrogen, coi! (Joven cocinero, traiga whisky con quince cubitos de hidrógeno, ¡caray!).
  - (con ŀl, ç, diéresis y tildes abierta y cerrada) El faŀlaç pingüí zoòfob menja un yg d'haixix, roques i kiwis covats. (El falaz pingüino zoófobo que come un yottagramo de hachís, rocas y kiwis hechos a fuego lento).
- Gallego: 
  - Necesitamos unha tipografía chuliña de cor kiwi, que lle zorregue unha labazada visual á xente (Necesitamos una tipografía chula de color kiwi, que impacte visualmente a la gente).[6]
- Danés: 
  - Quizdeltagerne spiste jordbær med fløde, mens cirkusklovnen Walther spillede på xylofon (Los participantes del examen comieron fresas con crema mientras Walther, el payaso de circo, tocaba el xilófono).
- Esloveno: 
  - Šerif bo za vajo spet kuhal domače žgance (Para un ejercicio, el comisario volverá a hacer papilla casera).
  - Piškur molče grabi fižol z dna cezijeve hoste (Lambry agarra silenciosamente frijoles desde el fondo del bosque cezij).
- Español:
  - Whisky bueno: ¡excitad mi frágil pequeña vejez! (47 caracteres)
  - Extraño pan de col y kiwi se quemó bajo fugaz vaho. (50 caracteres)
  - Cada vez que trabajo Félix me paga con whisky añejo. (51 caracteres)
  - Quiere la boca exhausta vid, kiwi, piña y fugaz jamón (53 caracteres)
  - Jovencillo emponzoñado de whisky: ¡qué figurota exhibe! (para las fuentes tipográficas bajo las distribuciones GNU/Linux) (55 caracteres)
  - Empeñado en ir a Washington: ¡qué gran viaje! (para las fuentes tipográficas bajo las distribuciones GNU/Linux) (45 caracteres)
  - El viejo Señor Gómez pedía queso, kiwi y habas, pero le ha tocado un saxofón. (77 caracteres)
  - El jefe buscó el éxtasis en un imprevisto baño de whisky y gozó como un duque. (78 caracteres)
  - El pingüino Wenceslao hizo kilómetros bajo exhaustiva lluvia y frío, añoraba a su querido cachorro. (99 caracteres)
  - José compró una vieja zampoña en Perú. Excusándose, Sofía tiró su whisky al desagüe de la banqueta. (99 caracteres)
  - El cadáver de Wamba, rey godo de España, fue exhumado y trasladado en una caja de zinc que pesó un kilo. (104 caracteres)
  - El veloz murciélago hindú comía feliz cardillo y kiwi. La cigüeña tocaba el saxofón detrás del palenque de paja. (Para las fuentes de Microsoft) (112 caracteres)
  - Según Martín, Julián, José y Pedro, comer un quesillo nicaragüense con bistek dando vueltas escuchando una ópera de Borgoña y pidiendo whisky con frutas exóticas y luego comprar zapallo es beneficioso. (201 caracteres, escrito por Sebastián Minaya)
  - Yo oí que en Perú, Benín, Afganistán, Venezuela y Suecia, recorren varios kilómetros para lograr conseguir bebidas, comida, huertos, juegos, drogas enérgicas, whiskys, cuadernos para xerografía y fotos de pingüinos, qué extraño. (228 caracteres, escrito por Sebastián Minaya)
- Esperanto: 
  - He, Miĥĉj', ĵaŭdgrafbluzpec' vektŝanĝos! (Oye, Mitch, ¡la camiseta del jueves se cambiará!, 32 letras, publicado en el foro de soc.culture.esperanto)
  - Laŭtgorĝa ĉeĥ' poŝbaze havas kafmucidaĵojn. (Un checo de voz ruidosa tiene posos de café en su bolsillo, 37 letras, publicado por Viktor Aroloviĉ)
  - Gajecvoĉa fuŝmuĝaĵo de knabĥoro haltpaŭzis. (El alegre balbuceo de un coro de niños se detuvo, 38 letras)
  - Ĉu kvazaŭdeca fuŝĥoraĵo ĝojigeblas homtipon? (¿Puede una tontería aparentemente decente hacer feliz a un ser humano?, 39 letras, variación de Marc van Oostendorp)
  - Eble ĉiu kvazaŭ-deca fuŝĥoraĵo ĝojigos homtipon? (¿Tal vez cualquier tontería semidecente pueda hacer feliz a la humanidad?, 41 letras, publicado por Marc van Oostendorp)
  - Laŭ poŝtaĵoj, eĥis baseca voĉo de Zamenhof kuraĝige. (Según el correo, la voz grave de Zamenhof resonó de manera alentadora, 43 letras, publicado por Sibayama Zyun'iti)
  - Ĉi-ĵaŭde ŝi havigu informojn pri biciklista ĝazo-ĥoro. (Este jueves debería ofrecer información sobre un coro de jazz ciclista, 45 letras, publicado por Paul Peeraerts)
  - Aĥ! Kaŝiĝu vi hejme! Apenaŭ uzeblas ĉi fieca langtordaĵ'. (¡Ah! ¡Escóndete en casa! Este vil trabalenguas es casi inútil, 45 letras)
  - Kuba harpisto ŝajnis amuziĝi facilege ĉe via ĵaŭda ĥoro. (Un arpista cubano parecía estar pasándoselo muy bien en su coro del jueves, 47 letras[6])
  - Hamake ĉi-ĵaŭdvespere, eĥata bonfik' plezurece ĝojigos ŝin. (En una hamaca este jueves por la noche, un buen polvo resonante la deleitará de placer, 49 letras)
  - Deca paroĥo havebligas ŝinkon. Almozatoj furaĝas ĉiuĵaŭde. (Una parroquia decente pone a disposición el jamón. Los limosneros recogen comida todos los jueves, 50 letras)
  - Ŝajnas ke sagaca monaĥo laŭtvoĉe rifuzadis preĝi sur herbaĵo. (Parece que un monje astuto se negó rotundamente a rezar sobre un trozo de hierba, 52 letras)
  - Laŭ Ludoviko Zamenhof bongustas freŝa ĉeĥa manĝaĵo kun spicoj. (Según Ludwik Zamenhof, la comida checa fresca con especias tiene un sabor delicioso, 53 letras, escrito por Aaron Chapman)
  - Hekatombaj basŝafoj, ĝue zorgu pri viaj ĉiuĵaŭdaj ĥorlecionoj! (Ovejas bajas de Hecatomb, ¡disfruten de sus lecciones de coro del jueves!, 53 letras, publicado por Marko Rauhamaa)
  - Ho ve, ĵus nia ĥorestro preskaŭ ŝokiĝis ĉe l' fiecaj zumadbruegoj (Oh, Dios mío, justo ahora nuestro director de coro casi se sorprendió por los desagradables zumbidos, 53 letras)
- Estonio:
  - See väike mölder jõuab rongile hüpata. (Este pequeño molinero consigue subirse al tren.)
- Euskera:
  - Vaudeville itxurako filmean yogi ñaño bat jipoitzen dute Quebec-en whiski truk (En la película con pinta de vodevil dan una paliza a un yogui enano en Quebec a cambio de whisky).[6]
- Ewé:
  - "Dzigbe zã nyuie na wò, ɣeyiɣi didi aɖee nye sia no see, ɣeyiɣi aɖee nye sia tso esime míeyi suku", "Ŋdɔ nyui, ɛ nyteƒe, míagakpɔ wò ake wuieve kele ʋ heda kpedeŋu". ("Buenas noches, hace mucho tiempo que no nos vemos, hace tiempo que no vamos a la escuela", "Buenas tardes, ɛ nyté, nos vemos de nuevo doce kele ɛlɛ heda stone")
- Finés:
  - (Un pangrama perfecto que no incluye caracteres que solo se encuentran en términos de origen extranjero: b, c, f, q, w, x, z, å): Törkylempijä vongahdus (Un amante excesivo, un cortejador).
- Francés: 
  - Portez ce whisky au vieux juge blond qui fume (Lleve este whisky al viejo juez rubio que fuma).
  - (con signos diacríticos) Le cœur déçu mais l'âme plutôt naïve, Louÿs rêva de crapaüter en canoë au delà des îles, près du mälströn où brûlent les novæ.
- Gaélico irlandés:
  - D'fhuascail íosa, Úrmhac na hóighe Beannaithe, pór Éava agus adhaimh. (Jesús, el Hijo de la Santísima Virgen, redimió la raza de Eva y Adán.)
  - D'ith cat mór dubh na héisc lofa go pras (Un gran gato negro se comió rápidamente el pescado podrido.)
- Georgiano:
  - გვიპყრობდა კვამლი, ჩიტებს გაჰქონდათ ჟღურტული ზეცაში, ძილს უფრთხობს ჭიქების ჯახუნი მიწებში (El humo nos envolvió, los pájaros se dejaron llevar por el cielo veloz, el choque de los cristales en los campos nos mantiene despiertos.)
- Hebreo: 
  - דג סקרן שט בים מאוכזב ולפתע מצא לו חברה (Un pez curioso nadaba en el mar y de pronto encontró una amiga).
  - עטלף אבק נס דרך מזגן שהתפוצץ כי חם pangrama perfecto (contiene todas las formas medias de las letras más las formas finales solo una vez) (Un murciélago de polvo huyó a través de un acondicionador de aire el cual explotó por el calor).
  - או הנסה אלהים, לבוא לקחת לו גוי מקרב גוי, במסת באתת ובמופתים ובמלחמה וביד חזקה ובזרוע נטויה, ובמוראים גדלים: ככל אשר-עשה לכם יהוה אלהיכם, במצרים--לעיניך [ Deuteronomio 4:34].
  - לכן חכו לי נאם ידוד ליום קומי לעד, כי משפטי לאסף גוים לקבצי ממלכות, לשפך עליהם זעמי כל חרון אפי, כי באש קנאתי תאכל כל הארץ (Libro de Sofonías 3:8 - El único verso en el Tanaj que contiene todas las formas medias de las letras más las formas finales.
  - שפן אכל קצת גזר בטעם חסה, ודי. (Un conejo comió un poco de zanahoria que sabía a lechuga, y eso es todo).
- Indonesio:
  - Muharjo seorang xenofobia universal yang takut pada warga jazirah, contohnya Qatar. (Muharjo es un xenófobo universal que teme a la gente de la península, por ejemplo de Qatar.)
- Inglés: 
  - Jackdaws love my big sphinx of quartz (A las grajillas les encanta mi gran esfinge de cuarzo).
  -  The quick brown fox jumps over the lazy dog (El veloz zorro marrón salta sobre el perro perezoso).
  - Grumpy wizards make toxic brew for the evil queen and Jack (Brujos gruñones preparan pócimas tóxicas para la malvada reina y Jack).
  - Pack my box with five dozen liquor jugs (Empaca mi caja con cinco docenas de jarras de licor).
  - The five boxing wizards jump quickly (Los cinco magos boxeadores saltan rápidamente).
- Islandés: 
  - Kæmi ný öxi hér ykist þjófum nú bæði víl og ádrepa (Si hubiere un hacha aquí, los ladrones serían disuadidos y castigados).
- Italiano: 
  - "Ma la volpe col suo balzo ha raggiunto il quieto Fido" (Pero el zorro con su salto ha alcanzado al calmoso Fido) - sin las letras extranjeras j, k, w, x, y.
  - "Quel vituperabile xenofobo zelante assaggia il whisky ed esclama: alleluja! (Aquel vituperable xenófobo apasionado prueba su whisky y exclama: ¡Aleluya!).
- Japonés: 
  - Iroha. Construir un pangrama corto en japonés es fácil, pues prácticamente todos los caracteres del silabario contienen vocales; construir un pangrama perfecto en japonés, en cambio, es un poco más difícil debido al gran número de caracteres: hay más de 100 grafemas básicos o "kana" (incluyendo los dígrafos). El poema llamado "Iroha" es un pangrama perfecto cuando se consideran solo los caracteres básicos sin modificar del silabario.
- Latín:
  - Gaza frequens Lybicum duxit Karthago triumphum (que podría traducirse como: La riqueza de África llevó muchas veces a Cartago al triunfo) ( Este texto aparece en libros de caligrafía hacia los siglos XVII y XVIII, e incluye las letras del latín; algunas están repetidas).
- Lituano:
  - Įlinkdama fechtuotojo špaga sublykčiojusi pragręžė apvalų arbūzą (Encorvar la espada de esgrima apagó y perforó una sandía).
- Lojban: 
  - .o'i mu xagji sofybakni cu zvati le purdi (¡Cuidado, cinco vacas soviéticas hambrientas están en el jardín!).
- Neerlandés:
  - Sexy qua lijf, doch bang voor 't zwempak (De cuerpo sexy, pero con miedo al traje de baño).
  - Pa's wijze lynx bezag vroom het fikse aquaduct (El sabio lince de papá observó devotamente el formidable acueducto).
- Noruego
  - Vår sære Zulu fra badeøya spilte jo whist og quickstep i min taxi (Nuestro extraño Zulú de la Isla del Baño realmente jugó whist y quickstep en mi taxi).
  - Høvdingens kjære squaw får litt pizza i Mexico by (La querida esposa del jefe indio obtiene un poco de pizza en Ciudad de México).
- Polaco: 
  - (exactamente una vez cada letra) Pójdźże, kiń tę chmurność w głąb flaszy (Vamos, echa tu tristeza en el fondo de una botella).
  - Pchnąć w tę łódź jeża lub ośm skrzyń fig (Empujar en este barco un erizo u ocho cajas de higo).
  - Stróż pchnął kość w quiz gędźb myjń. (El vigilante metió el hueso en el cuestionario de lavado de fax.) - todas las letras[7]
- Portugués
  - (sin signos diacríticos)
  - Um pequeno jabuti xereta viu dez cegonhas felizes. (Una curiosa tortuguita vio diez felices cigüeñas).
  - Zebras caolhas de Java querem mandar fax para gigante em New York (Zebras de un solo ojo de Java quieren enviar fax para gigante en New York).
  - Gazeta publica hoje no jornal uma breve nota de faxina na quermesse (La gaceta publica hoy en el diario una breve nota sobre la limpieza de la kermesse).
  - (con signos diacríticos)
  - Jaz em prisão bota que vexa dez cegonhas felizes  (Yace en prisión la bota que veja a diez cigüeñas felices).
  - Luís argüia à Júlia que «brações, fé, chá, óxido, pôr, zângão» eram palavras do português  (Luís le argüía a Júlia que «brações (brazotes), fé (fe), chá (té), óxido, pôr (poner), zângão (zángano)» eran palabras del portugués).
- Rumano: 
  - Gheorghe, obezul, a reuşit să obţină jucându-se un flux în Quebec de o mie kilowaţioră (Gheorghe, el obeso, se las arregló para obtener mil kilovatios-hora tocando el flux en Quebec).[cita requerida]
- Ruso: 
  - (sin ъ) В чащах юга жил бы цитрус? Да, но фальшивый экземпляр! (¿Una fruta cítrica viviría en los arbustos del sur? ¡Sí, pero solamente una de mentira!).
  - (Cada letra aparece exactamente una vez) Эх, чужак! Общий съём цен шляп (юфть)—вдрызг! (¡Eh, alien! ¡Las recaudaciones generales de los precios de los sombreros (de cuero grueso) se han estrellado!).
  - (Cada letra aparece exactamente una vez) Экс-граф? Плюш изъят. Бьём чуждый цен хвощ! (¿Exconde? La felpa ha sido confiscada. ¡Superamos el precio de la desconocida cola de caballo!).
  - Съешь ещё этих мягких французских булок, да выпей же чаю. (Utilizado en las fuentes tipográficas de Windows) (Coma más de estos suaves rollitos franceses, y beba té).
- Sánscrito:
  - घटाश्च शङ्खाश्च धरन्ति तोयम् ।

शठादिमूढा न भजन्ति सत्यम् ।
वराहयूथानि किलन्ति पुच्छैः ।
गडेषु झञ्झाः सबलं फणन्ते ॥ (Ollas y caracolas retienen agua.
Los necios, como los tramposos, no adoran la verdad.
Manadas de jabalíes pululan con sus colas.
Los jhanjhas en los gades tienen capuchas robustas.)
- Serbio: 
  - Љубазни фењерџија чађавог лица хоће да ми покаже штос.
  - Ljubazni fenjerdžija čađavog lica hoće da mi pokaže štos (Un sereno bueno con la cara mugrienta quiere enseñarme un truco).
- Sueco: 
  - (faltan la "q", "x" y "z") Flygande bäckasiner söka hwila på mjuka tuvor. (Las agachadizas vuelan buscando reposo en mullidos mechones [de hierba]).
  - (Cada letra aparece exactamente una vez) Yxskaftbud, ge vår wc-zon-mö iq-hjälp (Mensajero asidor de hacha, proporciona a nuestra doncella de zona váter ayuda intelectual).
- Tailandés:
  - นายสังฆภัณฑ์ เฮงพิทักษ์ฝั่ง ผู้เฒ่าซึ่งมีอาชีพเป็นฅนขายฃวด ถูกตำรวจปฏิบัติการจับฟ้องศาล ฐานลักนาฬิกาคุณหญิงฉัตรชฎา ฌานสมาธิ (El Sr. Sangkhaphan Hengphithakfang, un anciano que trabaja como vendedor de botellas, arrestado por la policía y acusado en el tribunal La base del reloj robado de Lady Chatchada Jhana Samadhi).
- Turco:
  - Pijamalı hasta yağız şoföre çabucak güvendi. (El conductor moreno rápidamente confió en el paciente en pijamas).
  - Saf ve haydut kız çocuğu bin plaj görmüş. (La ingenua y bandida niña pequeña ha visto mil playas).
- Ucraniano: 
  - (Sin apóstrofo)Чуєш їх, доцю, га? Кумедна ж ти, прощайся без ґольфів! (Los oíste a ellos, hija, ¿eh? Eres graciosa, ¡despídete sin esos calcetines!).
  - (con apóstrofo) Жебракують філософи при ґанку церкви в Гадячі, ще й шатро їхнє п’яне знаємо. (Los filósofos mendigaban en el pórtico de la iglesia de Hadiach, además de que los sabemos borrachos en una carpa).
- Vietnamita:
  - Trường quê em do bố của em xây kỹ nên sạch và đẹp lắm (La escuela de mi ciudad natal fue construida cuidadosamente por mi padre, por lo que es muy limpia y hermosa.)